# Jean Yoyotte
Jean Yoyotte (4 d'agost de 1927 – 1 de juliol de 2009) va ser un egiptòleg francès, professor a la College de France i director d'investigació a l'École pratique des hautes études (EPHE).
Nascut al 1927 a Lió, va assistir al Lycée Henri-IV on es va fer amic de Serge Sauneron, qui més tard va esdevenir director de l'Institut Français d'Archéologie Orientale (IFAO). Després va assistir al curs a l'École du Louvre sota la supervisió de Jacques Vandier, i després va estudiar a l'EPHE. Al voltant del 1949, va realitzar investigacions al Centre Nacional de la Recerca Científica, i durant l'interval de temps entre el 1952-56 va estar al Caire a l'IFAO. Al 1964 va esdevenir director d'investigació per a la religió antiga egípcia a l'EPHE, on ell va ser estudiant feia unes dècades.
Del 1965 al 1985 va ser director de les excavacions franceses a Tanis en el delta oriental del Nil; l'any 1987 va ser organitzar una exhibició més àmplia dels resultats d'aquelles excavacions al Grand Palais de París. L'any 1992 fou nomenat president d'egiptologia al Collège de France, una posició que va mantenir fins a l'any 2000.
Va morir Paris l'1 de juliol de 2009 als 81 anys.

## Obres destacades
- Amb Georges Posener i Serge Sauneron: Dictionnaire de la civilisation égyptienne, (1959).
- Amb Serge Sauneron: La naissance du monde selon l'Égypte ancienne, In La Naissance du Monde, Paris, (1959).
- Les trésors des pharaons, (1968).
- Tanis l'or des pharaons, (1987).
- Amb Pascal Vernus: Dictionnaire des pharaons, (1992) i Bestiaire des Pharaons, (2001).[2]